# Japanse rode den
Japanse rode den (Pinus densiflora) is een soort uit de dennenfamilie (Pinaceae).
In Japan staat Japanse rode den bekend onder de triviale namen akamatsu en mematsu. De boom wordt geproduceerd voor het hout, maar ook voor de sierteelt ten behoeve van de klassieke Japanse tuin. Deze den kent diverse cultivars, zoals de meerkleurige Pinus densiflora 'Oculus Draconis', de kronkelende/kruipende Pinus densiflora 'Pendula' en de meerstammige Pinus densiflora 'Umbraculifera'.
In Korea staat de plant bekend als sonamoo (소나무, letterlijk "dennenboom"). In Korea hecht men veel waarde aan deze boom en symboliseert deze plant de Koreaanse geest. De plant wordt zelfs vermeld in het volkslied, Aegukga. Omdat de plant in het westen werd geïntroduceerd door Japanse botanici tijdens het koloniale tijdperk, staat de plant bekend als 'Japanse rode den'. In Korea probeert men nu de naam te laten veranderen naar 'Koreaanse rode den'.
De eerste beschrijving van de soort staat in in het gezamenlijke boek Flora Japonica van Philipp Franz von Siebold en Joseph Gerhard Zuccarini uit 1842.

## Determinatie
Japanse rode den is een boomvormende (maar soms ook struikvormende) conifeer die een hoogte kan bereiken van 20–35 m. De naaldvormige bladen zijn 8–12 cm lang, groeien paarsgewijs en zitten drie jaar aan de boom. De kegels zijn 4–7 cm lang. Japanse rode den is sterk verwant aan grove den (Pinus sylvestris), maar verschilt door de langere en dunnere naalden die helder groen zijn zonder de blauwe waas van grove den. De bast van de jonge boom is roodbruin (vandaar de naam), met de jaren wordt de stam meer grijsbruin.

## Ecologie
Japanse rode den is een lichtminnende soort die de voorkeur geeft aan zwak zure, goed gedraineerde zandgronden of stenige substraten. Ze is opvallend vaak te vinden in (kustbegeleidende) rotsvegetatie.

## Verspreiding
Het verspreidingsgebied van Japanse rode den omvat Japan, Korea, het noordoosten van China (Heilongjiang, Jilin, Liaoning, Shandong) en uitstralingen tot in het uiterste zuidoosten van Rusland (zuidelijk kraj Primorje).

## Fotogalerij

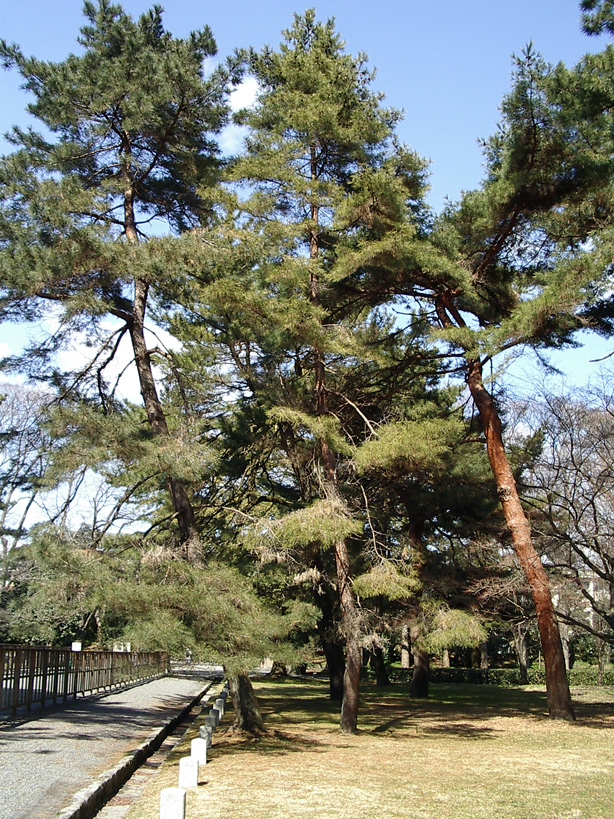
Pinus densiflora
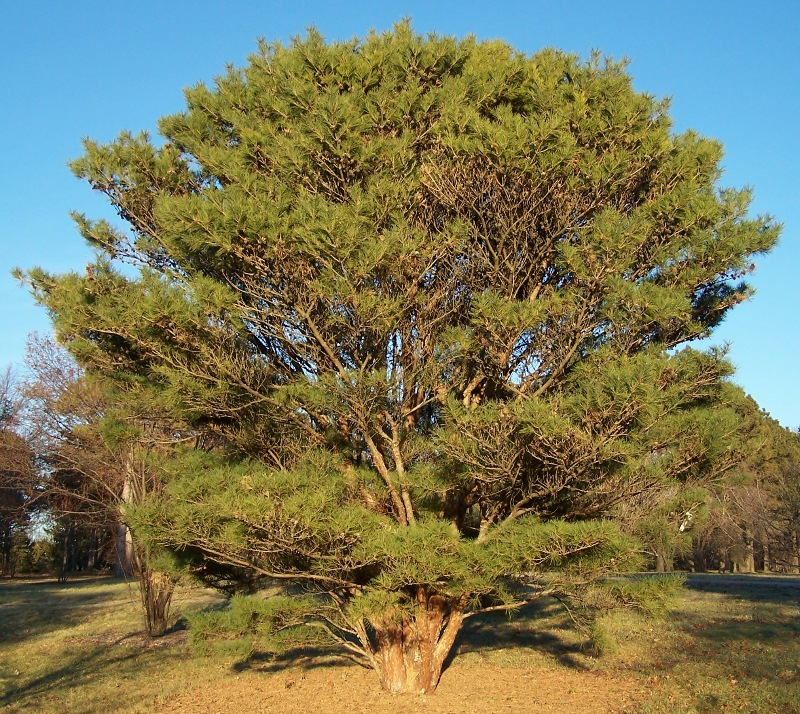
Pinus densiflora 'Umbraculifera'
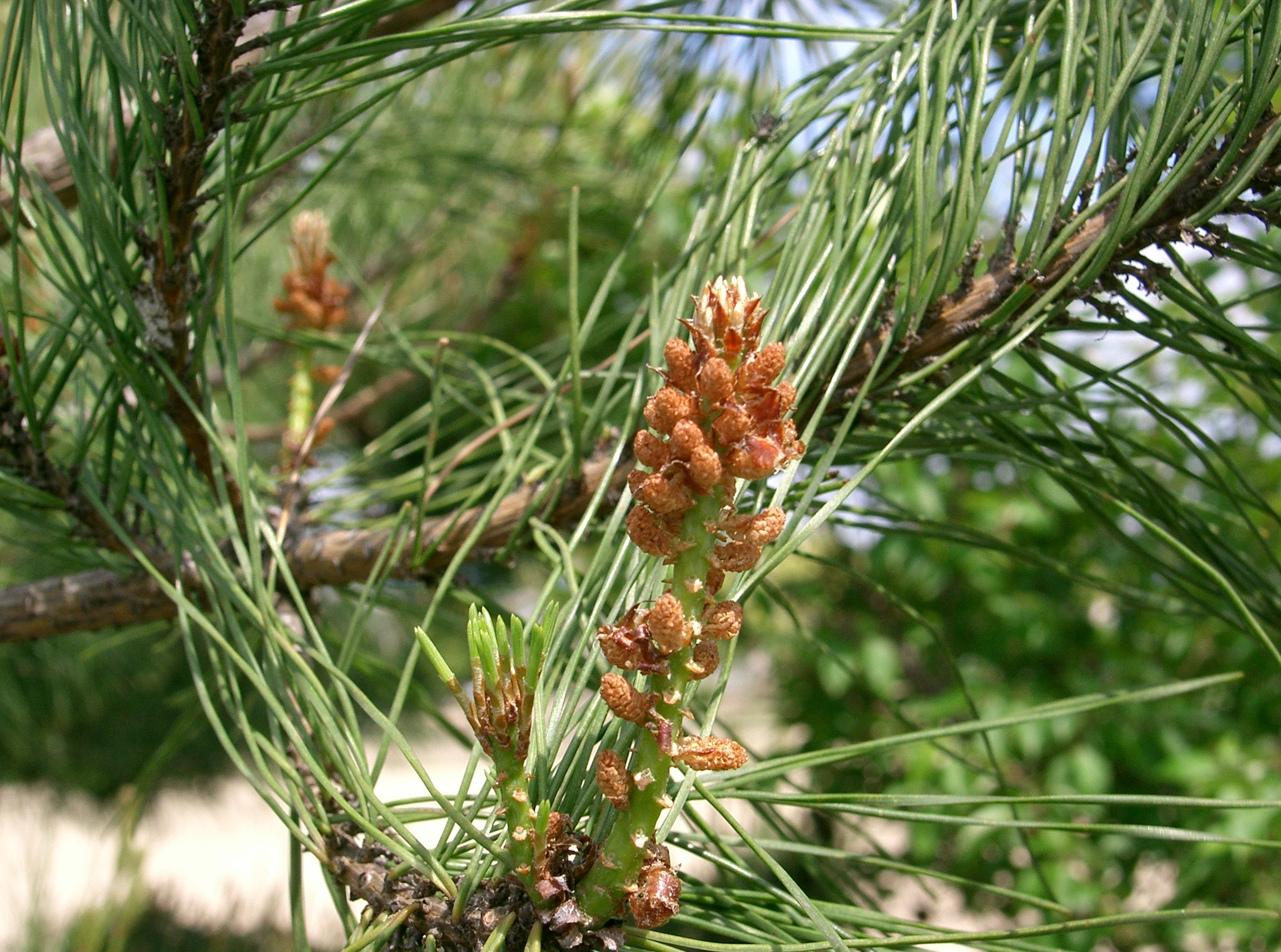
Naalden en kegels
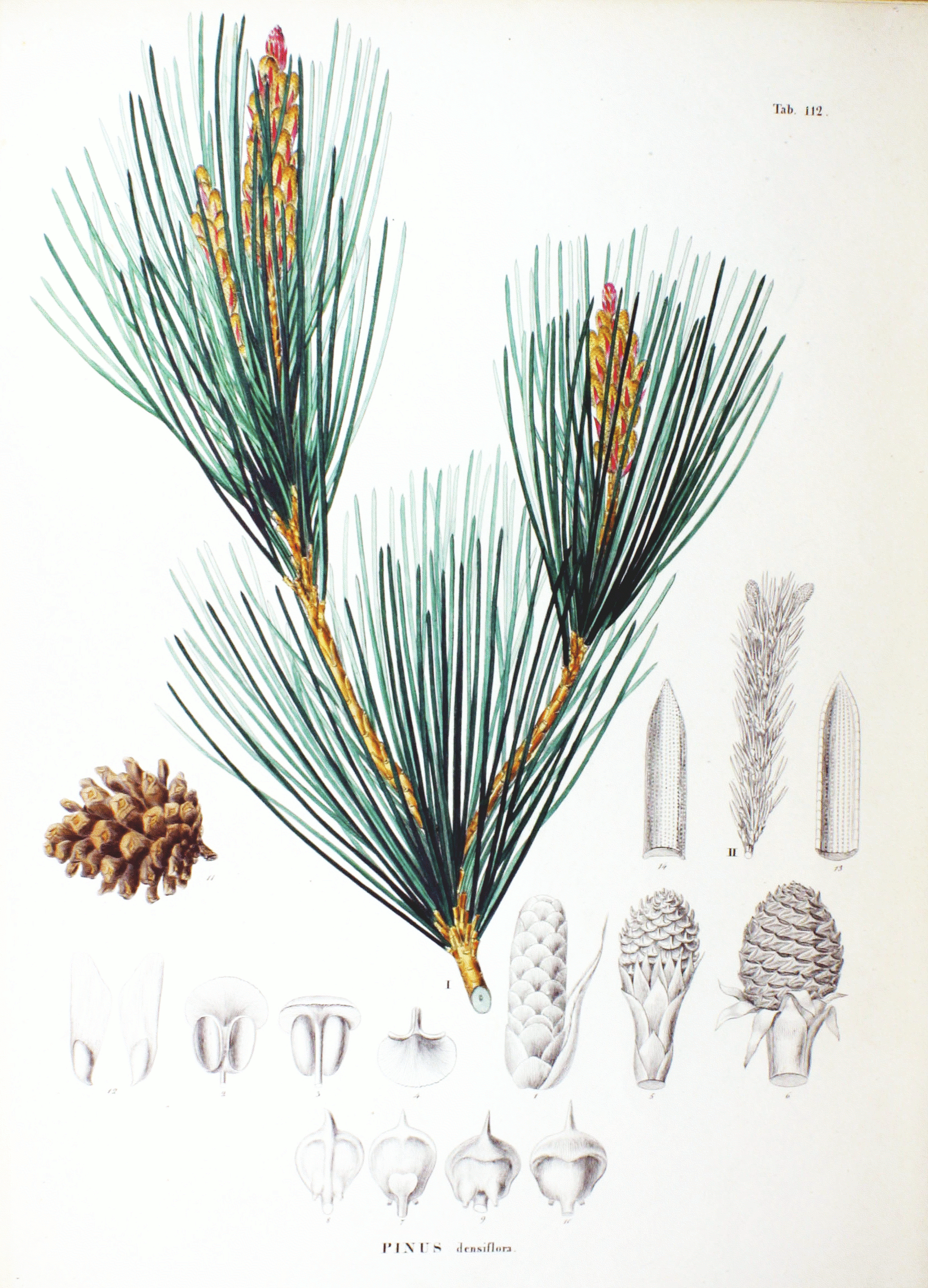
Afbeelding uit Flora Japonica